# NGC 2005
NGC 2005 (również ESO 56-SC138) – gromada kulista znajdująca się w gwiazdozbiorze Złotej Ryby, w Wielkim Obłoku Magellana. Odkrył ją James Dunlop 24 września 1826 roku.